# Płużnica
Płużnica (niem. Pfeilsdorf, Plusnitz) – wieś w Polsce położona w województwie kujawsko-pomorskim, w powiecie wąbrzeskim, w gminie Płużnica. Miejscowość jest siedzibą gminy Płużnica. Najważniejsze instytucje to urząd gminy, bank, ośrodek zdrowia, poczta, szkoła, policja, OSP, TRGP, SMGP, GCI, ośrodek szkolenia kierowców oraz przedsiębiorstwa prywatne. Gmina Płużnica podjęła współpracę partnerska z gminą Hagen w Niemczech.
W latach 1975–1998 miejscowość administracyjnie należała do województwa toruńskiego. Według Narodowego Spisu Powszechnego (III 2011 r.) liczyła 592 mieszkańców. Jest największą miejscowością gminy Płużnica.

## Zabytki
- Gotycki kościół parafialny pod wezwaniem św. Małgorzaty z początku XIV wieku. Murowany z kamienia polnego z dodatkiem cegły.
- Drewniana dzwonnica w kształcie krosna z XIX wieku.